# Acido permanganico
L'acido permanganico è un composto chimico inorganico e in particolare un ossiacido del manganese eptavalente avente formula molecolare HMnO4. È stato isolato come diidrato HMnO4 · 2 H2O.
È un acido molto forte, come accade per l'acido perclorico  HClO4, isoelettronico di valenza, con un pKa che viene riportato tra -4,6 e -2,3, in accordo con le attese in base alla differenza tra ossigeni e idrogeni pari a 3.
L'acido permanganico è un composto fortemente ossidante, comel'anione permanganato MnO4−, del quale rappresenta l'acido coniugato.
È estremamente instabile, per cui non esiste allo stato libero, ma solo in soluzioni molto diluite di colore violetto.

## Sintesi e reattività
Una via di sintesi generale dell'acido permanganico in soluzione acquosa consiste nella protonazione di uno ione permanganato contenuto in un suo sale, come ad esempio quello di potassio:
2 KMnO4 + H2SO4   →   2 HMnO4 + K2SO4
La preparazione dell'acido permanganico solido prevede la reazione, a freddo, del permanganato di bario con l'acido solforico diluito in minimo eccesso, sfruttando l'insolubilità del solfato di bario, che viene allontanato per filtrazione:
Ba(MnO4)2 + H2SO4   →   2 HMnO4 + BaSO4 ↓
Per raffreddamento della soluzione filtrata si separano cristalli violetti del diidrato HMnO4 · 2 H2O, la cui struttura è [H5O2]+[MnO4]−. Con acido solforico in maggior quantità l'acido permanganico viene disidratato ad anidride permanganica, che è un olio rosso scuro in trasparenza ma verde metallico in luce riflessa:
2 HMnO4 + H2SO4   →   Mn2O7 + H2SO4 · H2O
Può anche essere preparato per ossidazione con biossido di piombo del solfato di manganese(II) in ambiente acido:
2 MnSO4 + 5 PbO2 + 3 H 2SO4   →   2 HMnO4 + 5 PbSO4 + 2 H2O
Sulla stessa ossidazione di MnII a MnVII ad opera di PbO2 si basa un saggio di riconoscimento del manganese (Saggio di Crums).
Almeno in teoria, può essere ottenuto dall'idratazione della sua anidride (preparata come sopra), ma la reazione è difficoltosa ed è difficile isolarlo tra i vari sottoprodotti della reazione stessa:
Mn2O7 + H2O   →   2 HMnO4
Pur in assenza di determinazioni strutturali sulla molecola, si ritiene che la molecola dell'acido permanganico sia isostrutturale a quella dell'acido perclorico e perbromico, quindi si presume un ambiente tetraedrico di ossigeni attorno all'atomo di manganese centrale, con l'atomo H unito ad uno dei quattro ossigeni; d'altro canto tale ambiente tetraedrico è verificato con precisione per l'anione permanganato presente in KMnO4 e altri permanganati.
L'acido permanganico è molto instabile e sembra che sia stato isolato in forma anidra solo a -75 °C, anche più instabile della sua anidride, che almeno è isolabile a temperatura ambiente. È un ossidante molto potente, che tende a decomporsi riducendosi rilasciando ossigeno.
In soluzione acquosa lentamente si decompone dando il biossido di manganese e ossigeno:
4 HMnO4   →   4 MnO2 ↓ + 3 O2 ↑ + 2 H2O
Il suo potere ossidante è almeno pari a quello del permanganato in ambiente acido 1 M [E° (MnO4− / Mn2+) = 1,51 V] e riesce ad ossidare l'acido cloridrico:
2 HMnO4 + 14 HCl   →   2 MnCl2 + 5 Cl2 ↑ + 8 H2O